# Antidotaire

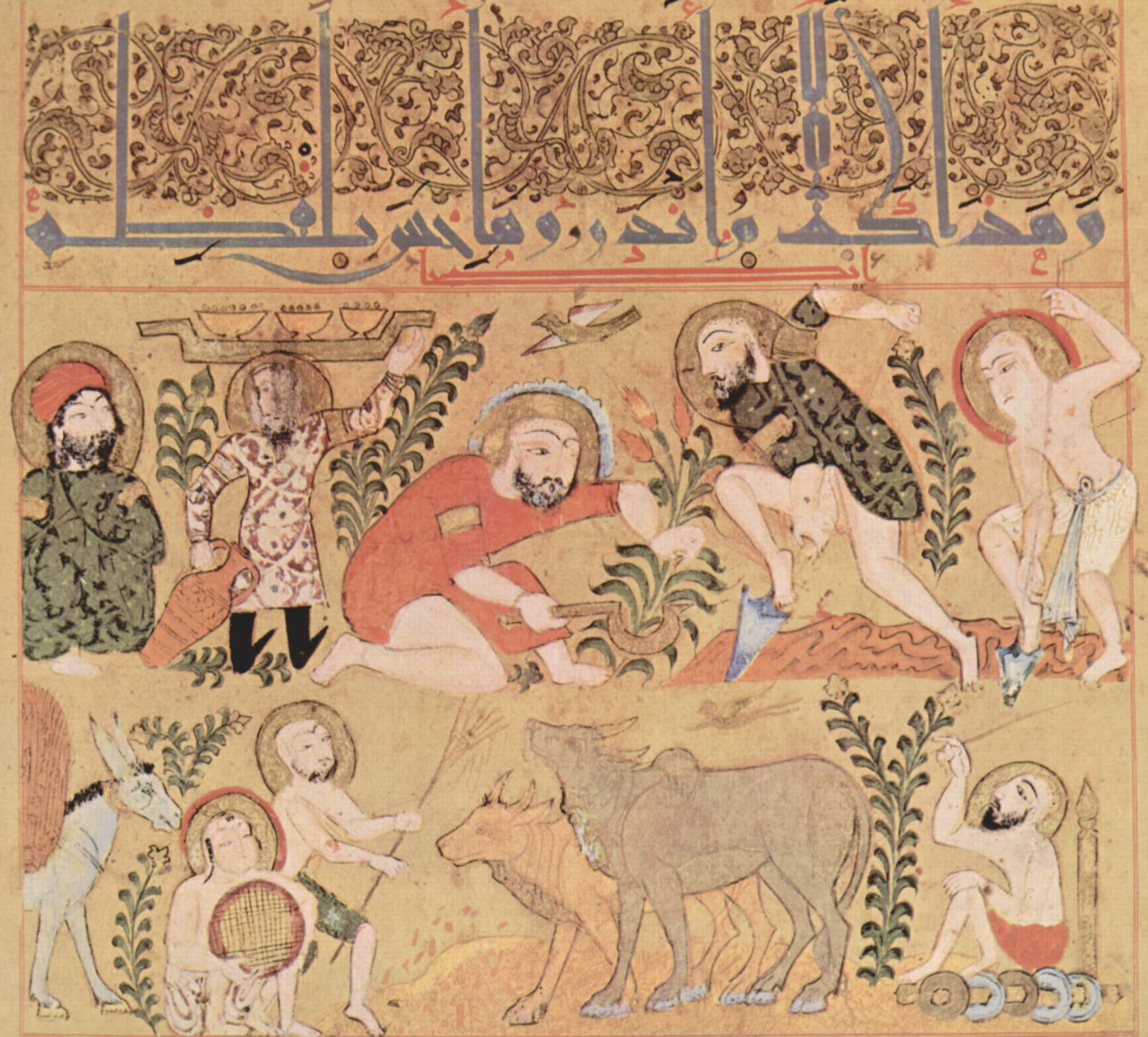
Le médecin Andromaque surveille le travail de ses ouvriers, cueillant les éléments pour la thériaque. Kitâb ad-Diryâq (Livre des antidotes) du Pseudo-Galien, 1199. (Paris - BnF - ms. Arabe 2964 - f. 22).

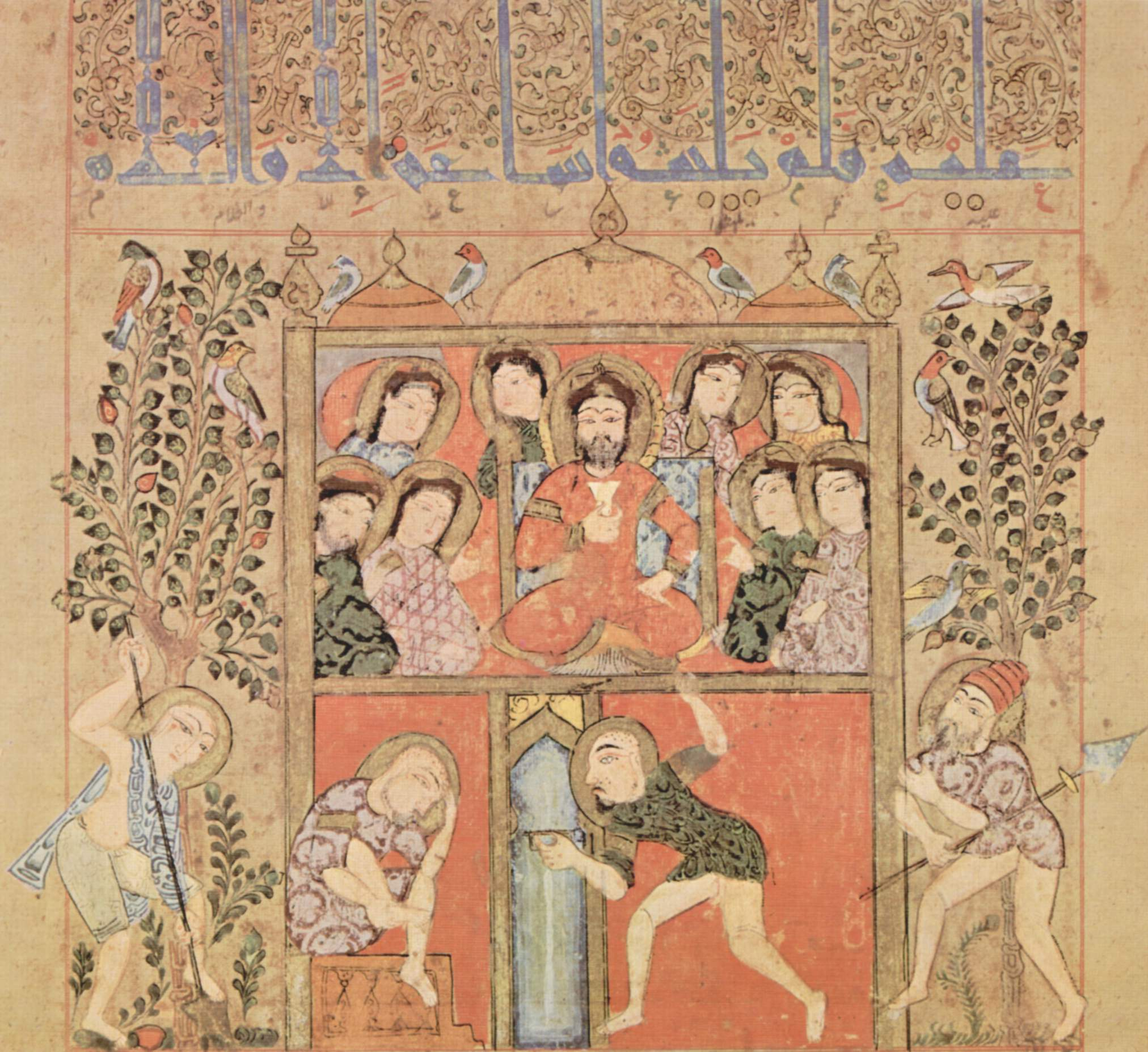
Le favori du roi mordu par un serpent est sauvé. Kitâb ad-Diryâq (Livre des antidotes) du Pseudo-Galien, 1199. (Paris - BnF - ms. Arabe 2964 - f. 27.)

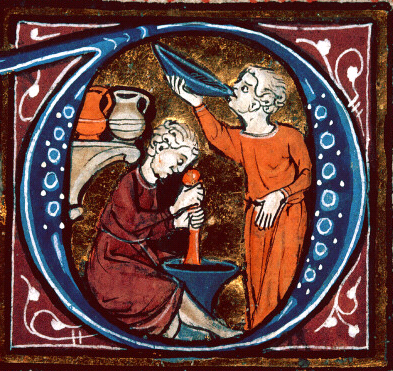
Détail d'une enluminure du Canon medicinae d’Avicenne (Besançon - BM - ms. 0457 - f. 051).

Antidotaire (formes latines : Antidotarium, Antidotarius) est un terme ancien qui désigne notamment un recueil médiéval de recettes de médicaments ; plus tard, on désigne un tel ouvrage de pharmacie par son synonyme pharmacopée.

## Étymologie
Ce nom latin d'antidotarium (du grec αντι , contre et διδομι donner) viendrait du mot « antidote », parce que dans les temps antiques, les médecins avaient de gros livres de recettes d'antidotes (contrepoisons) contre les empoisonnements des rois, nombreux à cette époque. Ainsi, le nom mithridate vient du roi éponyme Mithridate comme le verbe « mithridatiser » ou la « mithridatisation ». Ce terme est cité par Pline l'Ancien et Aulu-Gelle. « Antidotum » prend ensuite le sens de « spécialité pharmaceutique ».

## Historique
Émile Littré, dans son Dictionnaire de la langue française, en donne la définition suivante : « Mot qui, dans l'ancienne médecine, avait passé du sens de livre des antidotes à celui de livre des médicaments ». L'antidotarium était aussi appelé « dispensatorium » (dispensaire) et « pharmacopea » (pharmacopée). La dispensatio était l'acte de peser et choisir les drogues et les ingrédients de la composition, et précède la confectio ou préparation du médicament.
Les médecins arabes, avec par exemple les travaux de Abu Muhammad Ibn al-Baitar et Al-Biruni, sont pionniers en matière de pharmacologie et de médecine. Les noms de traités de pharmacologie sont variés, le mot « Aqrabadhin » ou « Grabadin » correspond à celui d'antidotaire. Les antidotaires côtoyaient les traités de pharmacognosie, les herbulari et les thesauri de plantes, les luminaria (sing. luminare) et pharmacopae, flores de la médecine, matières médicales, recettes de médicaments, secrets merveilleux, méthodes, traités, recueils et les arbolaires
,. Les formules y sont classées par ordre alphabétique. On y trouve les grandes formules de médicaments connus, comme la thériaque et bien d'autres recettes, comme le diacalamentum, ou le diamargariton à base de perles, contre la toux et les maux de cœur.
Les antidotaires étaient étudiés aux facultés de Médecine, en particulier à celle de Paris : Les listes de médicaments étaient issues d'ouvrages plus anciens, grecs ou arabes, mais aussi de nouvelles recettes constituées au cours des compagnonnages d'apothicaires, qui notaient sur un carnet ou un livret les formules découvertes au cours de leur périple.

## Les plus célèbres
- L'antidotaire de Constantin l'Africain.
- Le Grabadin : ou « antidotaire Pseudo-Mésué », un des six ouvrages indispensables à l'apothicaire. L'Antidotaire de Sabur ibn Sahl ou Aqrabadhin القراباذين[Note 4].
- L'Antidotarium magnus, ou Grand Antidotaire. Le manuscrit enluminé du Grand Antidotaire de 1190 fut découvert par Alfons Lutz dans l'abbaye bénédictine d'Engelberg. Il est conservé à la bibliothèque de l'université de Bâle.
- Le Liber iste de Plaetarius qui est postérieur et en découle.
- L'Antidotarium Nicolai ou petit Antidotaire, qui contient les poids et mesure des médicaments : grain, scrupule, drachme[Note 5].
- Antidotaire de Nicolas Praepositi, médecin de Tours, de 143 formules.
- Pomum ambre duplicatum ou antidotarium anonyme.
- Antidotaire de la « Grande Chirurgie » de Guy de Chauliac.
- L’Antidotaire d'Arnaud de Villeneuve

Il en existe bien d'autres : les antidotaires arabes (antidotaire d'Avenzoar et antidotaire de Rhazès lire en ligne sur Gallica, et d'Avicenne, Al-Kindi : mais le nom est alors celui utilisé par les traducteurs des ouvrages de médecine arabe en latin, au XIIe siècle), l'antidotaire de Johann Jakob Wecker, antidotaire romain, antidotaire de Joseph du Chesne, antidotaire de Christian de Prachatice. 
Les plus anciens portent le nom de leur ville d'origine comme l'antidotaire de Bruxelles (VIIe siècle), de Berlin, de Londres (VIIIe siècle), de Bamberg (Xe siècle), et de l'abbaye de Reichenau, de Glasgow, de Cambridge, de Bologne, de Florence, et de Saint-Gall, du Mont Cassin, plus tard de Naples et de Mantoue 
L'étude des antidotaires du haut Moyen Âge est comprise dans le projet Theorema ou « Thesaurus par ordinateur des recettes médicales anciennes » débuté en 1980 par le Pr Louis Delatte de l'Université de Liège, « Thesaurus praesalernitanus », au Laboratoire d'Analyse statistique des Langues anciennes, projet qui comprend un ensemble de recettes médicales anciennes et antérieures à l'école de Salerne, dépassant largement le cadre des antidotaires,,.

## Pharmacopée
Il s'agit d'une pharmacopée galénique, avant d'être spagyrique, inspirée de celle des Arabes : herbes, opiats, pastilles, gommes, huiles, sirops, électuaires, élixirs, distillats, émulsions, lochs, infusions, décoctions, collyres, poudres, baumes, onguents, emplâtres, cataplasmes. L'antidotarium de Yuhanna ibn Masawaih dit Mesué Le Jeune, sous l'influence arabe, contenait des recettes sucrées, de friandises : des lochs (massepains, nougats), des électuaires, des sirops (rose, de menthe, grenadine), des robs, des recettes à base de fleurs (violette, rose) et fruits confits, de confitures.

## Galerie

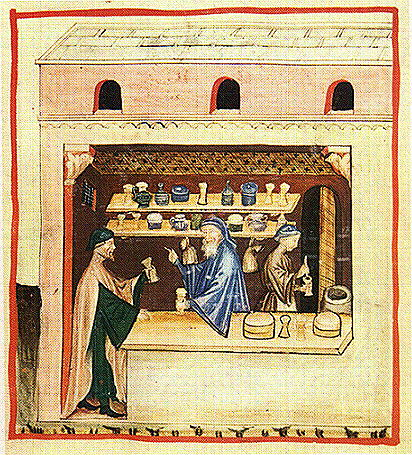
Achat de la thériaque.
- Textes de Mesue, « Tacuinum sanitatis ».